# El Paraíso (departement)
El Paraíso is een departement in het zuiden van Honduras. De hoofdstad is Yuscarán. Het departement werd gevormd in 1869 uit delen van de toenmalige departementen Tegucigalpa en Olancho.
Het departement bestrijkt een oppervlakte van 7345 km² en heeft 465.864 inwoners (2016).

## Gemeenten
Het departement is ingedeeld in negentien gemeenten:
- Alauca
- Danlí
- El Paraíso
- Güinope
- Jacaleapa
- Liure
- Morocelí
- Oropolí
- Potrerillos
- San Antonio de Flores
- San Lucas
- San Matías
- Soledad
- Teupasenti
- Texiguat
- Trojes
- Vado Ancho
- Yauyupe
- Yuscarán

Atlántida · Choluteca · Colón · Comayagua · Copán · Cortés · El Paraíso · Francisco Morazán · Gracias a Dios · Intibucá · Islas de la Bahía · La Paz · Lempira · Ocotepeque · Olancho · Santa Bárbara · Valle · Yoro